# Vạn Lý Trường Thành dưới nước
Vạn Lý Trường Thành dưới nước là một chương trình quân sự của Cộng hòa Nhân dân Trung Hoa nhằm giám sát hoạt động của tàu ngầm, tàu nổi và máy bay ở các vùng biển tiếp giáp với Trung Quốc. Hệ thống giám sát tàu ngầm ở Biển Đông được gọi là "Vạn Lý Trường Thành dưới nước" (tiếng Trung: 水下长城) và "Hệ thống giám sát dưới nước" (tiếng Trung: 水下监听系统) trên truyền thông Trung Quốc.

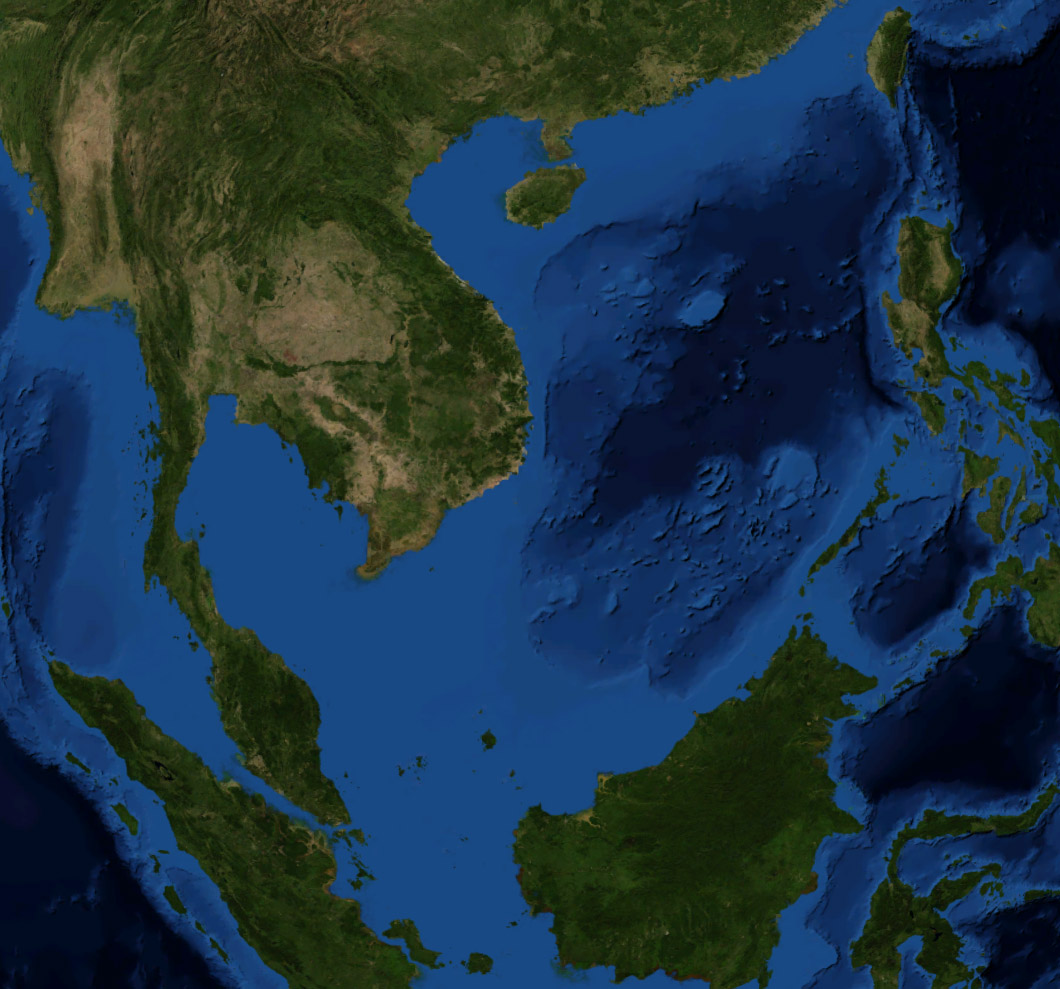
Biển Đông là nơi lắp đặt các thành phần của hệ thống Vạn Lý Trường Thành dưới nước.

## Nhà phát triển
Chương trình này đang được Tập đoàn Đóng tàu Nhà nước Trung Quốc (CSSC) phát triển.

## Thành phần hệ thống
Chương trình có kế hoạch tạo ra một hệ thống giám sát các điều kiện trên mặt nước và dưới nước. Hệ thống này sẽ bao gồm:
- Hệ thống sonar thụ động nằm dưới đáy biển
- Hệ thống sonar chủ động
- Máy bay không người lái dưới nước điều khiển từ xa (UUV)[4]
- Tàu mặt nước điều khiển từ xa (USV).

## Kế hoạch xây dựng và triển khai
Hiện tại, công việc đang được tiến hành để tạo ra các yếu tố riêng lẻ của hệ thống. Cơ sở hạ tầng đang được xây dựng. Theo một trong các kế hoạch, các thành phần đầu tiên của hệ thống sẽ được triển khai ở Biển Đông.
Cơ sở của hệ thống sẽ là các cảm biến thủy âm đặt dưới đáy biển ở độ sâu lên tới 3000 mét. Những thành phần ven biển sẽ được bố trí tại các căn cứ quân sự trên mấy đảo nhân tạo đang được xây dựng ở Quần đảo Trường Sa, giữa Philippines, Malaysia và Việt Nam.
Chi phí của chương trình này là 2 tỷ nhân dân tệ (313 triệu đô la Mỹ)
Trung Quốc đã vận hành hai cảm biến dưới nước kể từ năm 2016, đặt ở Vực thẳm Challenger và ngoài khơi đảo Yap, Micronesia. Các cảm biến được cho là có phạm vi âm thanh để phát hiện chuyển động tại Căn cứ Hải quân Guam và được cho là có thể cho phép Trung Quốc theo dõi chuyển động của Hải quân Hoa Kỳ, bao gồm cả các tàu ngầm của nước này.